# Håndsprit
Desinfektionssprit, håndsprit eller alkoholbaseret hånddesinfektionsmiddel, er en type af desinfektionsmiddel, som først og fremmest anvendes inden for pleje og omsorg, for at undgå overførsel af smitte. Håndsprit findes både som væske, gel og skum. Alkoholindholdet varierer mellem 70 og 85 volumenprocent. I eksempelvis USA anvendes ofte forskellige propylalkoholer.
I samfundet udenfor pleje og omsorg, som fx arbejdspladser uden patientkontakt, skoler og i hjemmet anbefales, at hænderne vaskes med sæbe og vand i stedet for desinfektionssprit blandt andet på grund af risiko for forgiftninger og brandfare.

## Effekt
Patienter som rammes af plejerelateret smitte, ofte kaldet "sygehusinfektion" må ofte udstå langvarige, nogle gange svært invaliderende lidelser eller kan til og med dø, som følge af infektionen. Samfundet har derfor store udgifter grundet infektionerne og blandt de vigtigste tiltag mod smittespredning for både patienter og samfund er god hygiejne hos plejepersonalet.
Håndsprit har først og fremmest effekt på mange bakterier, og endda på visse virus med et hylster som influenzavirusset, men derimod mangler effekt på eksempelvis mange virus som forårsager luftvejs- eller maveinfektioner. Håndsprit har en ringe, oftest ingen effekt på sporedannende bakterier.

### Sammenligning med sæbe
Ifølge den svenske Folkhälsomyndigheten, Sundhedsstyrelsen, og WHO, skal håndsprit ikke ses som en erstatning af sæbe og vand ved vaskning af hænderne, men som et supplement i miljøer, hvor der findes en forhøjet risiko for spredning af bakterier - og virus med hylster som influenzavirus. Håndspritten anvendes derfor efter at hænderne vaskes med sæbe og vand.
Ifølge kemiprofessor Pall Thordarson er sæbe bedre end håndsprit til at ødelægge en del virus; inklusiv SARS-CoV-2.

### Håndsprit og gravide
Ifølge Sundhedsstyrelsen er der ingen fare ved at gravide bruger håndsprit[kilde mangler]. Det meste af det håndsprit der anvendes i Danmark er ætanol-baseret, og det er ikke påvist i studier, at rester af håndspritten f.eks. kan findes i blodet. Sundhedsstyrelsen anbefaler, at gravide bruger håndsprit for at mindske risikoen for at smitte deres endnu ufødte barn. 

## Indhold
Håndspritvæsken kan bestå af ætanol blandet med vand så ætanolindholdet er 70–85 volumenprocent - samt denatureringsmiddel. Andre håndspritprodukter indeholder propylalkohol, typisk isopropylalkohol, med cirka 60 volumenprocent. Produkter med begge alkoholer forekommer også, ligesom produkter med tre alkoholer som i alt udgør op til 85 volumenprocent.[kilde mangler] Håndsprit indeholder i mange tilfælde en mindre mængde glycerin for at modvirke den udtørrende effekt på huden. En del håndspritprodukter indeholder stoffer, som giver gelekonsistens med lignende formål.[kilde mangler]